# Meliturgula fuliginosa
Meliturgula fuliginosa là một loài Hymenoptera trong họ Andrenidae. Loài này được Friese mô tả khoa học năm 1913.